# Camponotus camelus
Camponotus camelus é uma espécie de inseto do gênero Camponotus, pertencente à família Formicidae.